# Battle Tendency
MangáBattle TendencyEditoraçãoShueisha, Viz Media (AN)Selo editorialJump ComicsRevistaWeekly Shōnen JumpDemografiaShōnenPeríodo de publicação2 de novembro de 1987 – 27 de março de 1989Volumes7AnimeJoJo's Bizarre AdventurePeríodo de exibição2012 – 2013
Battle Tendency (Japonês: 戦闘潮流, Hepburn: Sentō Chōryū) é o segundo arco de história da série de manga JoJo's Bizarre Adventure escrita e ilustrada por Hirohiko Araki. Foi serializada durante cerca de 1 ano e meio no Weekly Shonen Jump de 2 de novembro de 1987, a 27 de março de 1989, por 69 capítulos, que foram mais tarde recolhidos em sete volumes tankōbon. Na sua publicação original, foi era intitulado de JoJo's Bizarre Adventure Parte 2 Joseph Joestar: a Sua Linhagem Orgulhosa. O arco foi precedido por Phantom Blood e seguido por Stardust Crusaders (1989–1992).

Passado na América  do Norte e na Europa em 1938–39 à volta de 50 anos depois de Phantom Blood, a história segue Joseph Joestar e Caesar Anthonio Zeppeli, respectivamente descendentes de Jonathan Joestar e Will A. Zeppeli de Phantom Blood que conseguem manipular energia baseada em luz solar chamada Hamon. Junto com a mestre de Hamon Lisa Lisa, Joseph e Caesar procuram prevenir os humanóides antigos chamados Homens Pilar, que inventaram as máscaras de pedra de Phantom Blood, de obterem uma pedra poderosa chamada Super Aja, que os evoluiria em seres supremos e conquistaria a sua vulnerabilidade à luz solar.

Em 2012, Battle Tendency foi digitalmente colorido e lançado como downloads digitais para smartphones e tablets. Um relançamento de quatro volumes com o título JoJonium foi publicado em 2014. Esta versão foi licenciada e lançada na América do Norte pela Viz Media em 2015 e 2016.
Battle Tendency foi adaptado como parte da primeira temporada da série televisiva de anime JoJo's Bizarre Adventure de David Production em 2012.

## Enredo
Na história de fundo da série, 102,000 anos atrás num lugar que seria o México atual, começou com uma raça misteriosa mas poderosa com expectativas de vida incrivelmente longas e com a habilidade de absorver forças vitais de plantas e animais, embora eles tivessem a desvantagem de serem facilmente desintegrados se expostos à luz do sol e por isso viviam abaixo do chão. Kars, um humanóide morador do subsolo conhecido como Homem do Pilar, criou uma máscara de pedra que concede imortalidade absorvendo energia vital para conquistar o sol (que mata a sua espécie). Ele matou todos, menos 4 das tribo. Como os corpos dos Homens do Pilar já eram imortais, ele precisavam de mais poder para se tornarem em seres supremos. Em 39 DC, três dos Homens do Pilar, Kars, Wamuu, e Esidisi, vieram para o Império Romano para encontrar uma Pedra Vermelha perfeitamente cortada conhecida como a Pedra de Rubi. Kars, Wamuu, e Esidisi desenvolveram estilos de luta para combater Hamon, uma energia com as mesmas propriedades da energia solar, e quase dizimando a tribo Hamon, mas a pedra escapou-lhes por pouco. Depois disto, os Homens do Pilar entraram num sono de 2,000 anos.
Em 1889, o marido de Erina Joestar, Jonathan, foi morto por Dio Brando num navio no Oceano Atlântico. Erina sobreviveu e salvou a vida de uma bebé, cujo pais foram mortos pela máscara de pedra. A menina, Elizabeth, foi criada pelo mestre de Hamon, Straizo, que a ensinou a usar Hamon e lhe deu a Pedra de Rubi. Elizabeth casou-se com o filho de Erina, George, e tiveram um filho chamado Joseph. Quando Joseph era um bebé, George foi morto por um zumbi que se misturou como um comandante do Real Corpo Aéreo e a sua morte foi encoberta. Após matar o zumbi num ato de vingança, um mandato para a prisão para Elizabeth foi emitido. Ela escondeu-se e adotou o pseudônimo Lisa Lisa. Joseph foi criado por Erina. Ele herdou as habilidades Hamon de Jonathan.
No começo da série, no outono de 1938, quando a II Guerra Mundial estava iminente, Joseph e Erina mudam-se de Londres para Nova Iorque. Enquanto isso, o antigo bandido virado barão de petróleo Robert E. O. Speedwagon convida Straizo ao México para destruir um Homem Pilar com Hamon. Em vez disso, Straizo fere Speedwagon, e usa uma máscara perto do Homem Pilar e o sangue de Speedwagon para se tornar num vampiro imortal. Straizo vai a Nova Iorque para destruir Joseph e Erina, acreditando serem as últimas pessoas a saber da máscara de pedra. Quando Joseph derrota Straizo, Straizo conta-lhe que o Homem Pilar está prestes a despertar e ele irá conhecê-lo em breve. Straizo então comete suicídio, canalizando Hamon por si, destruindo o seu corpo de vampiro. Intrigado, Joseph vai ao México e é informado de que Speedwagon foi detido pelos Nazis, que também têm a ambição de estudar os Homens Pilar para servir a conquista mundial de Adolf Hitler. Joseph salva Speedwagon, que sobreviveu, do Homem Pilar despertado chamado Santana, e com a ajuda de Rudol von Stroheim, o Major Nazi ferido por Santana, levando Santana a tornar-se em pedra pela luz solar refletida de um poço.
Joseph e Speedwagon viajam para Roma, onde conhecem Caesar Zeppeli, um homem que treinou em Hamon para continuar o legado do seu pai Mario e do seu avô Will. No entanto, o grupo chega demasiado tarde para parar Kars, Wamuu, e Esidisi de despertarem. Joseph joga com o orgulho de Wamuu e convence-o a o deixar viver para ser um oponente mais digno. Tanto Wamuu como Esidisi implantam anéis com veneno na sua aorta e traqueia, dando a Joseph 33 dias para arranjar o antídoto de cada um deles.
Joseph e Caesar treinam em Hamon sob Lisa Lisa na Ilha Air Suplena na costa de Veneza. Esidisi ataca a ilha e é desafiado por Joseph. Joseph destrói o corpo de Esidisi e leva o seu antídoto, mas o cérebro de Esidisi é capaz de possuir Suzi Q para roubar a Pedra de Rubi e mandá-lo a Kars e Wamuu. Joseph e Caesar trabalham juntos para limpar a influência de Esidisi em Suzi Q e destroem-no. O grupo localiza Kars e Wamuu na Suíça. Caesar morre a lutar com Wamuu, e fica com o antídoto para Joseph antes de morrer. Joseph e Lisa Lisa então confrontam Kars e Wamuu pela Pedra de Rubi, Lisa Lisa mente e diz ter um explosivo temporizado que irá destruir a pedra. Joseph mata Wamuu em batalha.
A 28 de fevereiro de 1939, Kars adquire a Pedra de Rubi e usa-a com a máscara de pedra para se tornar no ser supremo, apesar de esforços de Joseph e do seu novo aliado von Stroheim para o parar. Agora imune ao sol e capaz de usar Hamon, o único desejo de Kars é matar Joseph. Joseph rouba um avião Nazi e tenta despistar-se e a Kars na ilha vulcânica de Vulcano. Joseph e Kars escapam, mas o choque do acidente do avião causa uma erupção vulcânica. Kars tenta matar Joseph com Hamon mas Joseph instintivamente segura a Pedra de Rubi, fazendo com que a energia provocasse um clímax da erupção, enviando Joseph e Kars a voar para o céu numa grande pedra. Kars é arremessado para o espaço por restos vulcânicos. Ele tenta voltar à Terra, mas o seu corpo congela e torna-se em pedra. Incapaz de morrer mesmo que o queira desesperadamente, ele deriva pelo espaço eternamente, eventualmente parando de pensar. Voltando à terra, Joseph é cuidado pela assistente de Lisa Lisa, Suzi Q, com quem ele casa. No epílogo, passado em 1987, um Joseph envelhecido apanha um voo do Aeroporto Internacional John F. Kennedy para o Japão, onde a sua filha e neto vivem, diretamente levando aos primeiros capítulos do arco de história seguinte, Stardust Crusaders.

## Personagens
- Joseph Joestar é o protagonista principal e neto de Jonathan Joestar. Como Jonathan, ele pode usar Hamon, embora não sendo inicialmente tão habilidoso quanto Jonathan era. Ele inicialmente usa um par de bolimbolachos com Hamon em batalha, mas ele depende mais da sua perspicácia do que força bruta nas lutas, usando a sua habilidade estranha de prever as ações dos seus oponentes até das suas falas. Joseph volta a aparecer em Stardust Crusaders e Diamond Is Unbreakable.
- Caesar Anthonio Zeppeli é um mulherengo suave e neto do professor de Jonathan Joestar, Will. A. Zeppeli. Ele é mais calmo e tranquilo, especialmente comparado a Joseph, com quem ele irritadamente faz par para lutar contra os Homens Pilar. Mas com o passar do tempo, ele começa a gostar tanto de Joseph que é capaz de entender os padrões de pensamentos estranhos dele e eles formam um duo imbatível. Ele infunde Hamon em bolas de sabão que criou com as suas luvas especialmente feitas. Caesar morre perto do fim, de uma maneira tipo o avô, dando a Joseph o resto do seu "Hamon" para o ajudar a derrotar o resto dos homens pilar.
- Lisa Lisa, anteriormente conhecida como Elizabeth, é uma mestre de Hamon que vive em Veneza. Ela é apresentada como a professora de Hamon de Caesar e mais tarde é revelada ser a última mestre sobrevivente da Tribo Hamon como também mãe de Joseph. Ela luta conduzindo Hamon pelo seu cachecol especialmente feito, que foi feito com fio do escaravelho Satiporoja, que pode conduzir Hamon a 100%.
- Smokey Brown é um carteirista comum vindo de Nova Iorque cuja nova amizade com Joseph Joestar o coloca no lugar do espectador na batalha com os Homens Pilar.
- Robert E. O. Speedwagon é um aliado de Joseph e um velho amigo dos Joestars. Desde os eventos de Phantom Blood, Speedwagon ficou na América, onde se tornou num magnata do petróleo e fundou a Fundação Speedwagon para poder lidar com as ameaças paranormais como a Máscara de Pedra e, mais tarde, os Homens Pilar.
- Rudol von Stroheim é o comandante das forças nazi que descobriram Santana no México. Ele é responsável por não só salvar a vida de Speedwagon, mas também por tentar ajudar Joseph a derrotar Santana explodindo-se com ele. Ele volta mais tarde como um ciborgue para ajudar na luta contra Kars e o seu exército. Ele eventualmente morre em 1943 durante a Batalha de Estalinegrado.
- Esidisi é um dos Homens Pilar. Como os outros Homens Pilar, ele usa um estilo de luta particular conhecido como "Modo". O Modo de Controlo de Calor de Esidisi permite-o fazer o seu sangue ferver a 500º C e injetá-lo nos seus inimigos para os queimar vivos estendendo os seus vasos sanguíneos fora do seu corpo.
- Wamuu é um dos Homens Pilar e o servo leal de Kars, seguindo um código de honra de guerreiro. O seu Modo de Vento permite-o controlar o ar nos seus pulmões, que ele pode usar para destruir os seus oponentes, cortando-os com rajadas extremamente rápidas, ou fazendo-se invisível.
- Kars é o antagonista principal de Battle Tendency como também o líder dos Homens Pilar e o criador das máscaras de pedra. Ele usa Modo Luz, que o permite produzir apêndices com lâminas de serra do seu corpo que produzem um brilho radiante. Ele é inteligente e impiedoso, e com um só objetivo de se tornar no ser supremo. Embora Kars tenha sucesso, a sua obsessão com matar Joseph leva à sua derrota, e ele acaba por ser mandado para fora da órbita da Terra e congelado no espaço. Incapaz de morrer mesmo querendo-o desesperadamente, ele eventualmente fica em morte cerebral.
- Santana é um dos Homens Pilar. Ele foi descoberto pelos Nazis no México. Embora não tendo um Modo, ele é capaz de manipular o seu corpo, permitindo-o caber em pequenos espaços e usar as suas costelas como lâminas. Ele pode também absorver outras pessoas para o seu corpo. Quando despertou, Santana tentou absorver Joseph Joestar e Stroheim, mas ele tornou-se em pedra pelo sol.

## Produção
Por não haver precedentes de matar a personagem principal num manga de Weekly Shonen Jump em 1987, Hirohiko Araki fez o protagonista de Battle Tendency se parecer muito com Jonathan da Parte 1, mas com uma personalidade mais aventureira e confrontacional. Araki chamou Joseph de vigarista em comparação ao cavalheiro Jonathan, porque ele estava sempre à procura de ganhar e é capaz de fazer coisas loucas sem hesitação. Isto foi não só para criar um contraste entre os dois, mas também porque o autor queria passar das batalhas físicas da Parte 1 para lutas mais "cerebrais". Ele queria que Joseph fosse um herói de manga shonen que contorna as regras à medida que luta, como o protagonista da sua série anterior Cool Shock B.T., ganhando com astúcia e lógica, em vez de bravura e perseverança.
Não podendo tido mostrar uma rivalidade amigável entre Jonathan e Dio Brando na Parte 1, Araki introduziu Caesar Zeppeli para apresentar uma rivalidade mais positiva e amigável entre ele e Joseph visto que Weekly Shonen Jump é uma revista shonen. Porque Joseph e Caesar ambos herdaram as linhagens dos seus avôs, o autor quis conectar as suas habilidades individuais de Hamon aos seus apelidos. Assim ele deu a Joseph um estilo "trapaceiro", e a Caesar as aparentemente bolhas fugazes como uma "representação do seu destino e do fardo que carrega." Nunca tendo sido fã da personagem principal receber uma habilidade imbatível, Araki aprecia dar às personagens armas com falhas e tendo-as compensar por isso com estratégia. Ele disse que a forma esférica das bolhas permitiu-lhe transformá-las em discos ou usá-las como lentes. O autor também declarou que estas "esferas" foram herdadas por Gyro Zeppeli em Steel Ball Run e Josuke Higashikata em JoJolion.
Araki disse na altura que, personagens femininas em manga shonen eram tipicamente fofas e feitas para ser "a mulher ideal de um homem." Ele disse que os leitores não estavam interessados em retratações realistas de mulheres, mas sim o tipo de miúda "que ri durante uma conversa" com marcas de coração ao seu lado. Ele acredita que isto fez a tipo-guerreira Lisa Lisa parecer fresca e "inédita" tanto em manga como na sociedade em geral e disse que era entusiasmante desafiar as expectativas das pessoas com ela. Araki também disse que a base supernatural das lutas na sua série igualava o campo de batalha para mulheres e crianças quando lutavam contra homens fortes. Esta ideia que o aspeto é irrelevante em batalhas supernaturais levou à introdução de Stands em Stardust Crusaders. Porque o mestre de Hamon na Parte 1, Will A. Zeppeli, era muito gentil, ele quis dar a Lisa Lisa uma personalidade "sádica". O autor baseou-a numa rapariga inteligente e intimidadora do seu bairro que lhe deu explicações na escola primária. Ele declarou que na altura era difícil fazer com que os leitores japoneses se lembrassem de um nome estrangeiro, então ele escolheu algo com repetição. Ele também disse que Lisa Lisa é foneticamente parecido a japonês de uma certa maneira.
Precisando que os Homens Pilar ultrapassassem Dio, Araki disse que ele teve que aumentar a fasquia ao nível de deuses, e então baseou os seus designs em estátuas romanas, esfinges egípcias e estátuas nio japonesas para lhe darem características divinas. Araki deu a Kars um turbante para mostrar a sua inteligência superior e que ele é o seu rei. Ele disse que se se comparasse os Homens Pilar a Mito Kōmon, Kars seria Kōmon, Esidisi seria Suke-san, e Wamuu seria Kaku-san. A habilidade de Kars, Lâmina de Osso Brilhante, é um "Modo Luz" porque Araki pensou que uma lâmina reluzente seria uma técnica divina e que expressaria visualmente que derrotá-lo era impossível. Ele especulou que muitos leitores foram provavelmente lembrados da técnica semelhante, Fenómeno de Sabre Reskiniharden, da sua série Baoh, e admitiu que aspetos do objetivo de Kars de se tornar no ser supremo sobrepunha-se um pouco com o seu trabalho anterior. Visualmente falando, Araki também gosta muito de desenhar carne e lâmina a fundir como algo que só é possível em manga.

## Capítulos
A volumização original e o relançamento da Shueisha em 2002 usam títulos diferentes. Na volumização original, os capítulos 45–47 foram recolhidos no volume 5, listados na página de Phantom Blood.

### Volumização original
| N.º | Título | Data de lançamento japonesa | ISBN japonês |
| --- | --- | --- | --- |
| 6 | JoJo vs. A Forma de Vida Suprema Jojo Tai Kyūkyoku Seibutsu (JoJo Vs. 究極生物) | 7 de outubro de 1988 | 978-4-08-851062-0 |
| 48. "Ambição de Straizo" (ストレイツォの野望, Sutoreitso no Yabō) 49. "O Mestre do Jogo" (ゲームの達人, Gēmu no Tatsujin) 50. "O Monstro Imortal" (不死身の化け物, Fujimi no Bakemono) 51. "Straizo Frio e Cruel" (冷酷非情ストレイツォ, Reikoku Hijō Sutoreitso) 52. "Nazis e o 'Homen Pilar'" (ナチスと〝柱の男〞, Nachisu to "Hashira no Otoko") 53. "O Projeto de Ressureição Do 'Homem Pilar'" (〝柱の男〞蘇生実験, "Hashira no Otoko" Sosei Jikken) | 48. "Ambição de Straizo" (ストレイツォの野望, Sutoreitso no Yabō) 49. "O Mestre do Jogo" (ゲームの達人, Gēmu no Tatsujin) 50. "O Monstro Imortal" (不死身の化け物, Fujimi no Bakemono) 51. "Straizo Frio e Cruel" (冷酷非情ストレイツォ, Reikoku Hijō Sutoreitso) 52. "Nazis e o 'Homen Pilar'" (ナチスと〝柱の男〞, Nachisu to "Hashira no Otoko") 53. "O Projeto de Ressureição Do 'Homem Pilar'" (〝柱の男〞蘇生実験, "Hashira no Otoko" Sosei Jikken) | 54. "O 'Homem Pilar' vs. Homem Com a Máscara de Pedra" (〝柱の男〞対石仮面の男, "Hashira no Otoko" Tai Ishi Kamen no Otoko) 55. "O Localizador no Deserto" (砂漠の追尾者, Sabaku no Tsuibisha) 56. "Santana Desaparece" (消えたサンタナ, Kieta Santana) 57. JoJo vs. A Forma de Vida Suprema (JoJo Vs. 究極生物, Jojo Tai Kyūkyoku Seibutsu)                                                                    | 54. "O 'Homem Pilar' vs. Homem Com a Máscara de Pedra" (〝柱の男〞対石仮面の男, "Hashira no Otoko" Tai Ishi Kamen no Otoko) 55. "O Localizador no Deserto" (砂漠の追尾者, Sabaku no Tsuibisha) 56. "Santana Desaparece" (消えたサンタナ, Kieta Santana) 57. JoJo vs. A Forma de Vida Suprema (JoJo Vs. 究極生物, Jojo Tai Kyūkyoku Seibutsu)                                                                    |
| 7 | A Pedra Vermelha de AjaEija no Sekiseki (エイジャの赤石) | 6 de dezembro de 1988 | 978-4-08-851063-7 |
| 58. "O Hamon e a Forma de Vida Suprema!" (究極生物に波紋!, Kyūkyoku Seibutsu ni Hamon!) 59. "O Plano Perfeito!!" (完璧なる作戦ッ!!, Kanpeki naru Sakusen'!!) 60. "Determinação de Stroheim" (シュトロハイムの覚悟, Shutorohaimu no Kakugo) 61. "O Fim de Um Homem Orgulhoso!" (誇り高き男の最期!, Hokori Takaki Otoko no Saigo!) 62. "A Batalha de Esparguete" (スパゲッティーの戦い, Supagettī no Tatakai)                                               | 58. "O Hamon e a Forma de Vida Suprema!" (究極生物に波紋!, Kyūkyoku Seibutsu ni Hamon!) 59. "O Plano Perfeito!!" (完璧なる作戦ッ!!, Kanpeki naru Sakusen'!!) 60. "Determinação de Stroheim" (シュトロハイムの覚悟, Shutorohaimu no Kakugo) 61. "O Fim de Um Homem Orgulhoso!" (誇り高き男の最期!, Hokori Takaki Otoko no Saigo!) 62. "A Batalha de Esparguete" (スパゲッティーの戦い, Supagettī no Tatakai)                                               | 63. "O Pombo e a Rapariga" (ハトと女の子, Hato to Onna no Ko) 64. A Pedra Vermelha de Aja (エイジャの赤石, Eija no Sekiseki) 65. "A Verdade Que se Esconde na Boca da Verdade" (真実の口にひそむ真実, Shinjitsu no Kuchi ni Hisomu Shinjitsu) 66. "O Guerreiro Supremo: Wamuu" (究極戦士ワムウ, Kyūkyoku Senshi Wamū) 67. "Ataque Especial! Bolimbolachos de JoJo!" (必殺JoJoクラッカー, Hissatsu JoJo Kurakkā) | 63. "O Pombo e a Rapariga" (ハトと女の子, Hato to Onna no Ko) 64. A Pedra Vermelha de Aja (エイジャの赤石, Eija no Sekiseki) 65. "A Verdade Que se Esconde na Boca da Verdade" (真実の口にひそむ真実, Shinjitsu no Kuchi ni Hisomu Shinjitsu) 66. "O Guerreiro Supremo: Wamuu" (究極戦士ワムウ, Kyūkyoku Senshi Wamū) 67. "Ataque Especial! Bolimbolachos de JoJo!" (必殺JoJoクラッカー, Hissatsu JoJo Kurakkā) |
| 8 | O Julgamento FinalSaishū Shiren! (最終試練!) | 10 de fevereiro de 1989 | 978-4-08-851064-4 |
| 68. "A Batalha do 'Relógio de Sangue" (〝血時計〟の闘い, "Chidokei" no Tatakai) 69. "A Prova de um Herói" (ヒーローの資格, Hīrō no Shikaku) 70. "A Aliança da Morte" (死の結婚指輪, Shi no Uedingu Ringu) 71. "O Mestre de Veneza" (ヴェネチアの達人, Venechia no Tatsujin) 72. "O Treino de Um Guerreiro de Hamon" (波紋戦士の試練, Hamon Senshi no Shiren)                                                                                              | 68. "A Batalha do 'Relógio de Sangue" (〝血時計〟の闘い, "Chidokei" no Tatakai) 69. "A Prova de um Herói" (ヒーローの資格, Hīrō no Shikaku) 70. "A Aliança da Morte" (死の結婚指輪, Shi no Uedingu Ringu) 71. "O Mestre de Veneza" (ヴェネチアの達人, Venechia no Tatsujin) 72. "O Treino de Um Guerreiro de Hamon" (波紋戦士の試練, Hamon Senshi no Shiren)                                                                                              | 73. "Poder de Hamon Concentrado" (一点集中波紋パワー, Itten Shūchū Hamon Pawā) 74. "Aposta De Tudo Ou Nada!" (一か八かの賭け!, Ichi ka Bachi ka no Kake!) 75. "JoJo Mestre de Hamon" (波紋達人JoJo, Hamon Masutā JoJo) 76. O Julgamento Final (最終試練!, Saishū Shiren!) 77. "Os Frutos de Assédio" (しごきの成果, Shigoki no Seika)                                                                           | 73. "Poder de Hamon Concentrado" (一点集中波紋パワー, Itten Shūchū Hamon Pawā) 74. "Aposta De Tudo Ou Nada!" (一か八かの賭け!, Ichi ka Bachi ka no Kake!) 75. "JoJo Mestre de Hamon" (波紋達人JoJo, Hamon Masutā JoJo) 76. O Julgamento Final (最終試練!, Saishū Shiren!) 77. "Os Frutos de Assédio" (しごきの成果, Shigoki no Seika)                                                                           |
| 9 | Uma Luta em Direção ao LimiarShi no Gake e Tsuppashire (死の崖へつっ走れ) | 10 de abril de 1989 | 978-4-08-851065-1 |
| 78. "O Esidisi Perturbador" (エシディシの不気味, Eshidishi no Bukimi) 79. "O Plano Mais Profundamente" (深く罠をはれ!, Fukaku Wana o Hare!) 80. "Uma Vitória Assegurada" (決定されていた勝利, Kettei Sareteita Shōri) 81. "O Demónio Insidioso!" (忍び寄る魔!, Shinobiyoru Ma!) 82. "O Corpo Roubado" (奪われた肉体, Ubawareta Nikutai) | 78. "O Esidisi Perturbador" (エシディシの不気味, Eshidishi no Bukimi) 79. "O Plano Mais Profundamente" (深く罠をはれ!, Fukaku Wana o Hare!) 80. "Uma Vitória Assegurada" (決定されていた勝利, Kettei Sareteita Shōri) 81. "O Demónio Insidioso!" (忍び寄る魔!, Shinobiyoru Ma!) 82. "O Corpo Roubado" (奪われた肉体, Ubawareta Nikutai) | 83. "Caçando a Pedra Vermelha até à Suíça" (スイスに赤石を追え, Suisu ni Sekiseki o Oe) 84. "O Oficial Nazi Misterioso" (謎のナチス軍人, Nazo no Nachisu Gunjin) 85. "Kars, Modo Luz" (カーズ"光の流法", Kāzu "Hikari no Mōdo") 86. Uma Luta em Direção ao Limiar (死の崖へつっ走れ, Shi no Gake e Tsuppashire)                                                                                                 | 83. "Caçando a Pedra Vermelha até à Suíça" (スイスに赤石を追え, Suisu ni Sekiseki o Oe) 84. "O Oficial Nazi Misterioso" (謎のナチス軍人, Nazo no Nachisu Gunjin) 85. "Kars, Modo Luz" (カーズ"光の流法", Kāzu "Hikari no Mōdo") 86. Uma Luta em Direção ao Limiar (死の崖へつっ走れ, Shi no Gake e Tsuppashire)                                                                                                 |
| 10 | A Bolha Carmesim Senseki no Shabon (鮮赤のシャボン) | 9 de junho de 1989 | 978-4-08-851066-8 |
| 87. "Luta até à Morte Por 175 Metros" (死闘175m, Shitō Hyaku Nana Jū Go Mētoru) 88. "Caesar – A Raiva Do Passado" (シーザー過去からの怒り, Shīzā Kako kara no Ikari) 89. "Juventude Solitária de Caesar" (シーザー孤独の青春, Shīzā Kodoku no Seishun) 90. "O Homem Fantasmagórico Horrível" (鬼気!幻の男, Kiki! Maboroshi no Otoko) 91. "O Choque Entre Luz e Vento!!" (光と風の激突!!, Hikari to Kaze no Gekitotsu!!)                                   | 87. "Luta até à Morte Por 175 Metros" (死闘175m, Shitō Hyaku Nana Jū Go Mētoru) 88. "Caesar – A Raiva Do Passado" (シーザー過去からの怒り, Shīzā Kako kara no Ikari) 89. "Juventude Solitária de Caesar" (シーザー孤独の青春, Shīzā Kodoku no Seishun) 90. "O Homem Fantasmagórico Horrível" (鬼気!幻の男, Kiki! Maboroshi no Otoko) 91. "O Choque Entre Luz e Vento!!" (光と風の激突!!, Hikari to Kaze no Gekitotsu!!)                                   | 92. A Bolha Carmesim (鮮赤のシャボン, Senseki no Shabon) 93. "Hamon Final de Caesar" (シーザー最期の波紋, Shīzā Saigo no Hamon) 94. "Lisa Lisa e a Sua Dança de Seda" (絹の舞いリサリサ, Shiruku no Mai Risarisa) 95. "Cem Contra Dois" (100対2のかけ引き, Hyaku Tai Ni no Kakehiki) | 92. A Bolha Carmesim (鮮赤のシャボン, Senseki no Shabon) 93. "Hamon Final de Caesar" (シーザー最期の波紋, Shīzā Saigo no Hamon) 94. "Lisa Lisa e a Sua Dança de Seda" (絹の舞いリサリサ, Shiruku no Mai Risarisa) 95. "Cem Contra Dois" (100対2のかけ引き, Hyaku Tai Ni no Kakehiki) |
| 11 | O Guerreiro a Voltar ao Vento Kaze ni Kaeru Senshi (風にかえる戦士) | 10 de agosto de 1989 | 978-4-08-851067-5 |
| 96. "A Pedra do Calcanhar Esquelética" (骸骨の踵石, Gaikotsu no Kakato Ishi) 97. "Luta Furiosa De Tempos Antigos" (荒ぶる古の戦, Araburu Inishie no Ikusa) 98. "Luar Começa!" (月光のスタート!, Gekkō no Sutāto) 99. "O Pilar e o Martelo!" (柱とハンマー!, Hashira to Hanmā) | 96. "A Pedra do Calcanhar Esquelética" (骸骨の踵石, Gaikotsu no Kakato Ishi) 97. "Luta Furiosa De Tempos Antigos" (荒ぶる古の戦, Araburu Inishie no Ikusa) 98. "Luar Começa!" (月光のスタート!, Gekkō no Sutāto) 99. "O Pilar e o Martelo!" (柱とハンマー!, Hashira to Hanmā) | 100. "Um Génio dos Truques" (天才的イカサマ師, Tensaiteki Ikasama Shi) 101. "Um Verdadeiro Guerreiro" (真の格闘者, Shin no Kakutōsha) 102. "Dispara Simetricamente!" (対称点上を撃て!, Taishōtenjō o Ute!) 103. "O Modo Final do Vento" (風の最終流法, Kaze no Fainaru Mōdo) 104. O Guerreiro a Voltar ao Vento (風にかえる戦士, Kaze ni Kaeru Senshi)                                                          | 100. "Um Génio dos Truques" (天才的イカサマ師, Tensaiteki Ikasama Shi) 101. "Um Verdadeiro Guerreiro" (真の格闘者, Shin no Kakutōsha) 102. "Dispara Simetricamente!" (対称点上を撃て!, Taishōtenjō o Ute!) 103. "O Modo Final do Vento" (風の最終流法, Kaze no Fainaru Mōdo) 104. O Guerreiro a Voltar ao Vento (風にかえる戦士, Kaze ni Kaeru Senshi)                                                          |
| 12 | O Nascimento de um Superser! Chō Seibutsu no Tanjō!! (超生物の誕生!!) | 9 de outubro de 1989 | 978-4-08-851068-2 |
| 105. "Traição no Templo de Sacrifício" (悪逆!生贄の神殿, Akugyaku! Ikenie no Shinden) 106. "Os Laços Que Ligam Lisa Lisa e JoJo" (リサリサ、JOJOを結ぶ絆, Risarisa, Jojo o Musubu Kizuna) 107. "JoJo: O Hamon Supremo" (JOJO 最期の波紋, Jojo Saigo no Hamon) 108. "A Tragédia de George Joestar" (ジョージ・ジョースターの悲劇, Jōji Jōsutā no Higeki) 109. O Nascimento de um Superser! (超生物の誕生!!, Chō Seibutsu no Tanjō!! )                      | 105. "Traição no Templo de Sacrifício" (悪逆!生贄の神殿, Akugyaku! Ikenie no Shinden) 106. "Os Laços Que Ligam Lisa Lisa e JoJo" (リサリサ、JOJOを結ぶ絆, Risarisa, Jojo o Musubu Kizuna) 107. "JoJo: O Hamon Supremo" (JOJO 最期の波紋, Jojo Saigo no Hamon) 108. "A Tragédia de George Joestar" (ジョージ・ジョースターの悲劇, Jōji Jōsutā no Higeki) 109. O Nascimento de um Superser! (超生物の誕生!!, Chō Seibutsu no Tanjō!! )                      | 110. "Aposta Final de JoJo's!" (JOJO 最後の賭け!, JoJo Saigo no Kake!) 111. "O Ascendente" (神となった男!!, Kami to Natta Otoko!!) 112. "O Poder Fenomenal da Pedra Vermelha" (驚異の赤石パワー, Kyōi no Sekiseki Pawā) 113. "O Miúdo Retornado" (帰ってきた男, Kaettekita Otoko) 114. "Um Homem Possuído por um Espírito Maléfico" (悪霊にとりつかれた男, Akuryō ni Toritsukareta Otoko)                       | 110. "Aposta Final de JoJo's!" (JOJO 最後の賭け!, JoJo Saigo no Kake!) 111. "O Ascendente" (神となった男!!, Kami to Natta Otoko!!) 112. "O Poder Fenomenal da Pedra Vermelha" (驚異の赤石パワー, Kyōi no Sekiseki Pawā) 113. "O Miúdo Retornado" (帰ってきた男, Kaettekita Otoko) 114. "Um Homem Possuído por um Espírito Maléfico" (悪霊にとりつかれた男, Akuryō ni Toritsukareta Otoko)                       |

### Lançamento de 2002
| N.º | Título                                                             | Data de Lançamento Japonesa | ISBN japonês  |
| --- | ------------------------------------------------------------------ | --------------------------- | ------------- |
| 1 (4) | Parte 2: Battle Tendency 1Part 2 Sentō Chōryū 1 (Part2 戦闘潮流 1) | 18 de abril de 2002         | 4-08-617787-0 |
| - 45–47. "Joseph Joestar de Nova Iorque (1–3)" (ニューヨークのジョセフ・ジョースター その①〜③, Nyū Yōku no Josefu Jōsutā Sono 1–3) - 48–52. "Straizo vs. Joseph (1–5)" (ストレイツォVSジョセフ その①〜⑤, Sutoreitso Bāsasu Josefu Sono 1–5) - 53. "O Homem Pilar" (「柱の男」, "Hashira no Otoko") - 54–62. "O Homem Pilar, Santana (1–9)" (「柱の男・サンタナ」 その①〜⑨, "Hashira no Otoko: Santana" Sono 1–9) 2.6 |                                                                    |                             |               |
| 2 (5) | Parte 2: Battle Tendency 2Part 2 Sentō Chōryū 2 (Part2 戦闘潮流 2) | 18 de abril de 2002         | 4-08-617788-9 |
| - 63. "Joseph Joestar de Rome" (ローマのジョセフ・ジョースター, Rōma no Josefu Jōsutā) - 64. "A Pedra Vermelha de Aja" (エイジャの赤石, Eija no Sekiseki) - 65–69. "Guerreiros Supremos de Tempos Antigos (1–5)" (太古から来た究極戦士 その①〜⑤, Taiko kara Kita Kyūkyoku Senshi Sono 1–5) - 70. "Um Noivado com a Morte: A Aliança" (死の契約・結婚指輪, Shi no Keiyaku: Uedingu Ringu) - 71–76. "Professora de Hamon Lisa Lisa (1–6)" (波紋教師 リサリサ その①〜⑥, Hamon Kyōshi Risarisa Sono 1–6) - 77. "Vai! Mestre de Hamon" (行け!波紋マスター, Ike! Hamon Masutā) - 78–79. "Esidisi Modo Chama (1–2)" (炎・流法 エシディシ その①〜②, Honō Mōdo Eshidishi Sono 1–2) |                                                                    |                             |               |
| 3 (6) | Parte 2: Battle Tendency 3Part 2 Sentō Chōryū 3 (Part2 戦闘潮流 3) | 17 de Maio de 2002          | 4-08-617789-7 |
| - 80. "Esidisi Modo Chama (3)" (炎・ エシディシ その③, Honō Mōdo Eshidishi Sono 3) - 81–82. "Os Restos Espreitam (1–2)" (忍びよる残骸 その①〜②, Shinobiyoru Zangai Sono 1–2) - 83–85. "A Unidade de Stroheim Contra-Ataca (1–3)" (シュトロハイム隊の逆襲 その①〜③, Shutorohaimu-tai no Gyakushū Sono 1–3) - 86–87. "Kars Modo Luz (1–2)" (光・ カーズ その①〜②, Hikari Mōdo Kāzu Sono 1–2) - 88–93. "Caesar: Uma Juventude Solitária (1–6)" (シーザー孤独の青春 その①〜⑥, Shīzā Kodoku no Seishun Sono 1–6) - 94. "Escala Para Fora do Hotel Fortificado" (要塞ホテルを登り切れ, Yōsai Hoteru o Noborikire) - 95–96. "O Vento, a Carruagem e Wamuu (1–2)" (風と戦車とワムウ その①〜②, Kaze to Sensha to Wamū Sono 1–2)                                                                             |                                                                    |                             |               |
| 4 | Parte 2: Battle Tendency 4Part 2 Sentō Chōryū 4 (Part2 戦闘潮流 4) | 17 de maio de 2002          | 4-08-617790-0 |
| - 97–103. "O Vento, a Carruagem e Wamuu (3–9)" (風と戦車とワムウ その③〜⑨, Kaze to Sensha to Wamū Sono 3–9) - 104. "O Guerreiro volta ao Vento" (風にかえる戦士, Kaze ni Kaeru Senshi) - 105–106. "A Ligação que une Lisa Lisa e JoJo (1–2)" (リサリサとジョジョを結ぶ絆 その①〜②, Risarisa to JoJo o Musubu Kizuna Sono 1–2) - 107–108. "JoJo: O Hamon Final (1–2)" (ジョジョ 最後の波紋 その①〜②, JoJo Saigo no Hamon Sono 1–2) - 109–110. "Kars o Ser Supremo Nasce (1–2)" (超生物カーズ誕生 その①〜②, Chō Seibutsu Kāzu Tanjō Sono 1–2) - 111. "A Aposta Final de Joseph" (ジョセフ最後の賭け, Josefu Saigo no Kake) - 112. "O Homem Que Se Tornou um Deus" (神となった男, Kami to Natta Otoko) - 113. "O Homem Que Atravessou o Atlântico" (大西洋を越えて来た男, Taiseiyō o Koetekita Otoko) |                                                                    |                             |               |

### Lançamento de 2012
| N.º   | Título | Data de lançamento japonesa | ISBN japonês      |
| ----- | --- | --------------------------- | ----------------- |
| 1 (2) | Parte 2: Battle Tendency Digest Edition TopDai Ni Bu Sentō Chōryū Sōshūhen Ue (第2部 戦闘潮流 総集編・上)       | 7 de dezembro de 2012       | 978-4-08-111058-2 |
| 2 (3) | Parte 2: Battle Tendency Digest Edition BottomDai Ni Bu Sentō Chōryū Sōshūhen Shita (第2部 戦闘潮流 総集編・下) | 5 de janeiro de 2013        | 978-4-08-111059-9 |

### Lançamento de 2014/ Lançamento internacional
| N.º               | Título                                 | Data de lançamento original              | Data de lançamento em inglês                                                  |
| ----------------- | -------------------------------------- | ---------------------------------------- | ----------------------------------------------------------------------------- |
| 1 (4)             | Parte 2: Battle Tendency 01 JoJonium 4 | 4 de fevereiro de 2014 978-4-08-782835-1 | 21 de abril de 2015 (digital) 3 de novembro de 2015 (físico) 978-1421578828   |
| - Capítulos 1–18  |                                        |                                          |                                                                               |
| 2 (5)             | Parte 2: Battle Tendency 02 JoJonium 5 | 4 de março de 2014 978-4-08-782836-8     | 18 de agosyo de 2015 (digital) 2 de fevereiro de 2016 (físico) 978-1421578835 |
| - Capítulos 19–36 |                                        |                                          |                                                                               |
| 3 (6)             | Parte 2: Battle Tendency 03 JoJonium 6 | 4 de abril de 2014 978-4-08-782837-5     | 17 de novembro de 2015 (digital) 3 de maio de 2016 (físico) 978-1421578842    |
| - Capítulos 37–49 |                                        |                                          |                                                                               |
| 4 (7)             | Parte 2: Battle Tendency 04 JoJonium 7 | 2 de maio de 2014 978-4-08-782838-2      | 15 de março de 2016 (digital) 2 de agosto de 2016 (físico) 978-1421578859     |
| - Capítulos 50–69 |                                        |                                          |                                                                               |

## Mídia relacionado
O romance de 2012 de Ōtarō Maijō, George Joestar, segue a personagem titular, o pai de Joseph Joestar, e a sua história quando em criança nas Ilhas Canárias e piloto na Força Aérea Real, como também uma versão alternativa que vive no Japão e investiga acontecimentos estranhos em relação às dimensões alternativas.
O arco foi adaptado como parte da primeira temporada da adaptação televisiva de anime de David Production, que esteve no ar entre 7 de dezembro de 2012 e 5 de abril de 2013. Warner Bros. Entertainment lançou a série em inglês a 28 de julho de 2015.

## Receção
Rebecca Silverman da Anime News Network descreveu Battle Tendency como "menos urgente" que a Parte 1, o que permite mais humor e insanidade, enquanto continua a deixar o leitor conectar-se com as personagens. Ela considerou positiva a grande diferença entre o protagonista Joseph do Jonathan da Parte 1. Contudo, ela escreveu que a arte de Araki ficou ainda mais "fisicamente improvável", tornando mais difícil a distinção das partes corporais. Quando discutindo as suas opiniões em ter personagens a morrer na série, o escritor Gen Urobuchi citou o Caesar Zeppeli de Battle Tendency como a personagem que se tornou "imortal" graças à sua morte.